# Carlos Aured
Carlos Aured (Los Alcázares, Murcie, 22 janvier 1937 - Dénia, 3 février 2008) est un réalisateur et scénariste espagnol. Son œuvre comprend essentiellement des films d'horreur.

## Filmographie

### Réalisateur
- 1973 : L'Empreinte de Dracula (El retorno de Walpurgis)
- 1973 : El espanto surge de la tumba
- 1973 : La venganza de la momia
- 1973 : Les Yeux bleus de la poupée cassée (Los ojos azules de la muñeca rota)
- 1974 : La noche de la furia
- 1974 : Los fríos senderos del crimen
- 1977 : Susana quiere perder... eso
- 1981 : El fontanero, su mujer y otras cosas de meter
- 1981 : Je suis une petite cochonne (ca) (Apocalipsis sexual)
- 1981 : Le Trio pervers (La frígida y la viciosa)
- 1982 : De niña a mujer
- 1983 : El hombre del pito mágico
- 1983 : El enigma del yate
- 1984 : Atrapados en el miedo

### Scénariste
- 1981 : Belles, blondes et bronzées de Max Pécas
- 1983 : Le Triomphe d'un homme nommé cheval (Triumphs of a Man Called Horse) de John Hough

### Producteur
- 1982 : Monster Dog - Il signore dei cani
- 1997 : Se fue
- 1997 : Alien Predator